# Kamienica Pod Murzynkiem w Warszawie
Kamienica Pod Murzynkiem (nazywana także Imlandowską, Dzianottowską oraz Ginterowską) – kamienica znajdująca się na Rynku Starego Miasta 36 w Warszawie.

## Historia
Pierwsze informacje o tym budynku pochodzą z roku 1449. Ówcześnie był to dom rodziny Syczów. Po nich właścicielami kamienicy zostali Skoczkowie i Szeligowie.
Na przełomie XV i XVI w. budynek był zamieszkiwany przez Jana Raka, który w roku 1517 sprzedał ją burmistrzowi Starego Miasta – Jerzemu Baryczce. W XVI w. kamienica była własnością kupców Jana Fieląga i Jana Himianda, którzy dokonali licznych jej modernizacji i przebudów.
W 1613 r. dom został kupiony przez królewskiego snycerza Jana Kluga, który w 1622 r. zlecił Gerardowi Kleinpoldtowi, jego generalną przebudowę. Prace nad nowym wyglądem kamienicy trwały ponad pięć lat. Zmiany zostały wykończone przez spadkobiercę Kluga – Jakuba Gianottiego w roku 1628. Budynek po tej modernizacji liczył cztery kondygnacje zwieńczone attyką i posiadał trzytraktowy układ wnętrz. Jego fasadę ozdobiła charakterystyczna do dziś głowa Murzynka.

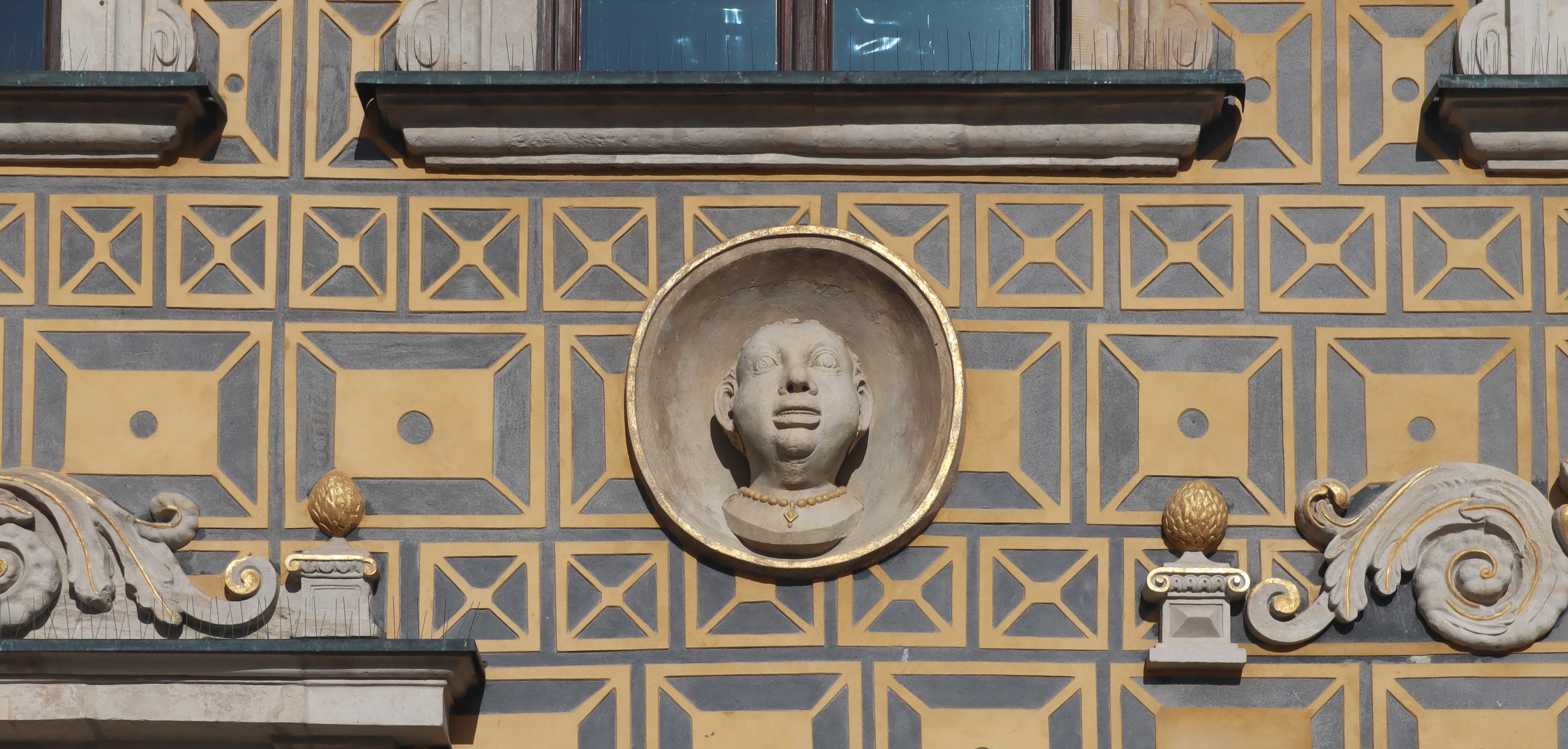
Fragment fasady kamienicy

Po 1650 r. kamienicę została zakupiona przez burmistrza Juliusza Gintera. W XVIII w. właścicielem został rajca Teodor Jędrzejewicz, a następnie Francuz Jean Martin. W latach 1865−1872 kamienica była zamieszkiwana przez Ksawerego Grochowskiego. Mieściła się tam ówcześnie konspiracyjna siedziba Socjaldemokracji Królestwa Polskiego i Litwy. Dom często zmieniał właścicieli. Tak częste zmiany własności trwały jeszcze do początku lat 20. XX w.
W 1922 r. kamienicę nabyto od Moczarowskiego na rzecz Towarzystwa Dziennikarzy i Literatów Polskich (właśc. warszawskiego Towarzystwa Literatów i Dziennikarzy; darowizny na ten cel udzielił Franciszek Baytel), które miało w niej siedzibę do 1938 r. Następnie kamienica została odprzedana Zarządowi m.st. Warszawy, który przeznaczył ją wraz z sąsiednimi kamienicami na siedzibę Muzeum Dawnej Warszawy. Prace konserwatorskie i adaptacyjne prowadzone były przez Jana Zachwatowicza, które zostały przerwane przez wybuch drugiej wojny światowej. Przez czas trwania powstania warszawskiego kamienica została uszkodzona jedynie w części dachowej. 
W 1945 kamienica była najmniej zniszczonym budynkiem znajdującym się przy Rynku Starego Miasta. Podczas odbudowy Starego Miasta zrekonstruowano zniszczone elementy, w tym głowę Murzynka w fasadzie.
W 1951 na fasadzie kamienicy odsłonięto tablicę upamiętniającą Feliksa Dzierżyńskiego, przemawiającego w 1899 w tym miejscu na zebraniu robotniczym. W 1990 tablica została zdemontowana i przeniesiona do magazynu Muzeum Historycznego m.st. Warszawy.
W 1965 roku kamienica została wpisana do rejestru zabytków.